# Zurdo
Zurdo és una pel·lícula mexicana del realitzador Carlos Salces, estrenada el febrer de 2003.

## Sinopsi
En un poble anomenat Buenaventura viu un nen d'11 anys conegut com a Zurdo, que té una gran habilitat per a jugar les bales. Un dia arriba un estrany del poble de Santa María repta al Zurdo assegurant és el millor jugador, sobrenomenat el Mago. Zurdo accepta aquest repte, i tots dos pobles lliuren tota la seva passió, coratge i optimisme. La data de la trobada queda pactada i les apostes corren per tot el poblat, al mateix temps que el món infantil i oníric del Zurdo s'enfonsa davant les ambicions materials dels adults.

## Repartiment
- Álex Perea / Alejandro (Zurdo)
- Alejandro Camacho / Romo
- Arcelia Ramírez / Martina
- Giovanni Florido / Millito
- Guillermo Gil / Don Emilio
- Esteban Soberanes / Tomás
- Blanca Salcés / Dora
- Ignacio Guadalupe / Julián
- Eugenio Derbez / Forastero "El mago"
- Regina Blandón / Carmita
- Gustavo Sánchez Parra / Chupacabras Jefe
- Regina Orozco / Mrs. Mendoza
- Juan Carlos Serrán / Mr. Mendoza
- Gabriela Canudas / María de la Luz
- Erika de la Llave / Ernestine
- Hernán Mendoza / Benito
- Alicia Laguna / Jacinta
- Arnoldo Picazzo / Sebastián
- Flor Payán / Leonora
- Arturo Barba / Tartamudo
- Jean Douvenger / Capullo
- Farnesio de Bernal / Guía espiritual
- Zaide Silvia Gutiérrez / Maestra
- Ramón Rivera / Basilio
- Jorge Zárate / Pavis
- Jaime Ramos / Chupacabras Franky
- Octavio Castro / Chupacabras Afro
- Fernando Rubio
- Daniel Acuña / Mago
- Marta Aura
- Juan Carlos Colombo / Árbitro
- Malcom Vargas
- Diego Cataño
- Carlos Santana Arellano
- Luis Fernando Lezama
- Áurea Zapata
- Isabel Cortazar
- Osvaldo Benavides
- Brian Medina / Guicho
- Danny Perea / Porrista

## Premis
XLVI edició dels Premis Ariel
- Millor edició - (Carlos Salces) - Nominat
- Millor banda sonora - (Eduardo Gamboa, Paul Van Dyk) - Guanyador
- Millor so - (Carlos Salces, Ernesto Gaytán, Gabriel Coll Barberis, Jaime Baksht, Lena Esquenazi) - Guanyador
- Millor disseny d'art - (Bàrbara Enríquez, Canek Saemisch Zenzes, Eugenio Caballero, María Salines, Oscar Hernández) - Guanyador
- Millor vestuari - (Bàrbara González Monsreal) - Guanyador
- Millor maquillatge - (Alfredo Mora, Mario Zarazúa) - Nominat
- Millor efectes especials - (Daniel Cordero, Jaime Ramos) - Nominat

Premis Diosas de Plata 2004 (34 edició)
- Millor Pel·lícula - (Carlos Salces) - Nominada
- Millor Revelació Masculina - (Alex Perea) - Guanyador
- Millor Fotografia - (Chuy Chavez) - Guanyador
- Millor Edició - (Jorge Alejandro) - Guanyador